# Sara Lennman
Sara Lennman (8 de abril de 1996) es una deportista de sueca que compite en atletismo. Ganó una medalla de bronce en la Copa Europea de Lanzamientos de 2023, en la prueba de peso. Además, ganó el primer lugar en el Campeonato de Suecia de 2023.